# VR-Baureihe A1
Die VR-Baureihe A1 war eine Nassdampflokomotiv-Baureihe für den Personenverkehr, die durch die finnische Staatsbahngesellschaft Valtionrautatiet zwischen 1860 und 1863 beschafft wurde. Sie wurden bei Canada Works in Birkenhead in England gebaut.
Wie zu Beginn des Eisenbahnbaus üblich, erhielten die Lokomotiven Namen: 1 – Alutar, 2 – Lemminkäinen, 3 – Ilmarinen, 4 – Suomi, 5 – Voima und 6 – Pohja.

## Geschichte
Mit dem Bau der ersten Bahnstrecke in Finnland zwischen Helsinki und Hämeenlinna mussten für deren Betrieb Lokomotiven beschafft werden. Zunächst wurden vier Lokomotiven bei Canada Works in Birkenhead in England bestellt. Diese kamen in Einzelteilen im Herbst 1860 in Finnland an und wurden in der Werkstatt der Valtionrautatiet in Helsinki fertig montiert.
Die Ilmarinen war als erste fertiggestellt und damit die erste Lokomotive in Finnland. Sie führte am 8. August 1861 ihre Probefahrt zwischen Helsinki und Pasila durch. Die Lemminkäinen fuhr am 31. Januar 1862 den Einweihungszug von Helsinki nach Hämeenlinna, wo der reguläre Verkehr am 17. März 1862 aufgenommen wurde.
Ursprünglich hatten die Lokomotiven nur Namen, die 1865 durch Nummern ergänzt wurden. Die Namen wurden 1868 entfernt.

## Technische Daten
Die zweizylindrigen Lokomotiven hatten eine Achsfahrmasse von 8,9 Tonnen. Sie waren mit der von Daniel Gooch 1843 entwickelten Gooch-Steuerung  ausgerüstet. Im Laufe der Jahre erhielten die Lokomotiven neue Wasserpumpen, Dampfbremsen und Kessel.
Die A1 waren bis in die 1890er Jahre die leistungsstärksten Personenzuglokomotiven der finnischen Staatsbahn.

## Einsatz
Die Lokomotiven wurden zunächst Helsinki beheimatet und im Personenzug- und Güterverkehr eingesetzt. Als der Bestand an Lokomotiven wuchs, wanderten die A1 in geringerwertige Dienste ab und wurden für Arbeitszüge und Rangieraufgaben verwendet. Die 3 – Ilmarinen wurde 1875 nach Riihimäki versetzt, um die Jahrhundertwende waren auch die anderen Lokomotiven in weiteren Betriebswerken beheimatet.

## Verbleib
Die Lokomotiven wurden 1911 und 1912 ausgemustert und fuhren die letzten Monate bis zu ihrer Abstellung nur noch Arbeitszüge oder wurden als Reservelokomotiven verwendet.